# Union nationale des étudiants de France - unité syndicale
L'Union nationale des étudiants de France - Unité syndicale, est un des produits de l'éclatement de l'UNEF en 1971, d'obédience trotskyste-lambertiste.

## Histoire

### Création en 1971
En janvier 1971, le bureau de l'UNEF proche du Parti socialiste unifié de Michel Rocard est contraint à la démission car sa tendance est devenue minoritaire (les Etudiants socialistes unifiés gardaient le contrôle par alliance avec les maoïstes).
Il laisse donc face à face deux tendances de l'UNEF :
- la tendance « Unité syndicale » proche de l'AJS (Alliance des jeunes pour le socialisme, d'obédience trotskyste-lambertiste) ;
- la tendance « Renouveau » proche de l'UEC (Union des étudiants communistes, organisation étudiante proche du PCF)

Les deux tendances, incapables de cohabiter, tiennent deux Congrès distincts en 1971 :
- Unité syndicale, en congrès à Dijon en février 1971, avec des observateurs de Force ouvrière, de la CFDT et de la FEN, élit Michel Serac président.
- Renouveau, en congrès à Paris en mars 1971, avec des observateurs de la CGT, élit Guy Konopnicki président[1].

Évolution des syndicats étudiants français, dont les différentes UNEF.

Cet évènement marque l'éclatement de l'ancienne UNEF. À partir de 1971 et jusqu'en 2001, deux UNEF coexistent, descendantes de l'UNEF-US (UNEF puis UNEF-ID à partir de 1980) et de l'UNEF-Renouveau (UNEF, surnommée UNEF-SE à partir de 1982).

### Années 1970
Les dirigeants de l'Union nationale des étudiants de France - unité syndicale sont impliqués dans incidents violents à plusieurs reprises au début des années 1970. Pierre Nesterenko, secrétaire général de l'UNEF US et membre du conseil d'administration de la MNEF, accompagné de Jean-Claude Boksenbaum est le représentant du syndicat invité à Prague au congrès de l'Union internationale des étudiants (UIE) se font brutalement expulser de la réunion et tabasser sous le regard des militants français de l'UEC
Pierre Nesterenko est en particulier impliqué lors de la préparation du congrès de la Mutuelle nationale des étudiants de France, en juin 1973 à Marseille , lors d'une série de bagarres dans une réunion de la section parisienne, le 9 octobre 1972, avec des étudiants du CERES et le 31 janvier 1973 à Lille, lorsqu'il conteste la procédure de dépouillement des urnes, avec 4 autres militants trotskistes, Patrick Danlen, Olivier Ruffier des Aimes et Thierry Delgrandi, comme lui de Paris, et Serge Andzejewski, étudiant à Lille. Tous les cinq sont écroués à la maison d'arrêt de Loos-les-Lille, après la plainte de Gérard Wolber, vice-président de la MNEF depuis 1972 et secrétaire général des Etudiants socialistes, blessé au visage et hospitalisé, qui subit un arrêt de travail de 12 jours. Nesterenko et Thierry Delgrande seront condamnés à dix jours d'emprisonnement et à 500 francs d'amende et leurs trois compagnons à 500 francs d'amende.
L'UNEF-US resta uniquement lambertiste jusqu'en 1978 où une tendance vraisemblablement socialiste apparaît. Alors que l'UNEF-Renouveau regroupait les étudiants communistes, mais aussi les mitterrandistes et des étudiants catholiques, avant de se radicaliser avec la rupture du Programme commun et de ne regrouper plus que des communistes avec une petite minorité socialiste du CERES.
Au Congrès de Nanterre de 1980, l'UNEF-US participe à la création de l'UNEF-ID, avec le MAS, d'obédience trotskyste (LCR) lui aussi.

## Représentativité
L'UNEF-US refuse de participer aux élections étudiantes instaurées par la loi Faure.

### Les présidents de l'UNEF-US
- Michel Sérac (de 1971 à 1975, ancien président de la commission de contrôle de l'UNEF)
- Denis Sieffert (de 1975 à 1978)
- Jean-Christophe Cambadélis (président de l'UNEF-US de 1978 à 1980 puis de l'UNEF-ID de 1980 à 1984)

## Archives
- Inventaire du fonds d'archives de l'Union nationale des étudiants de France - unité syndicale conservé à La Contemporaine.